# AMD Am386

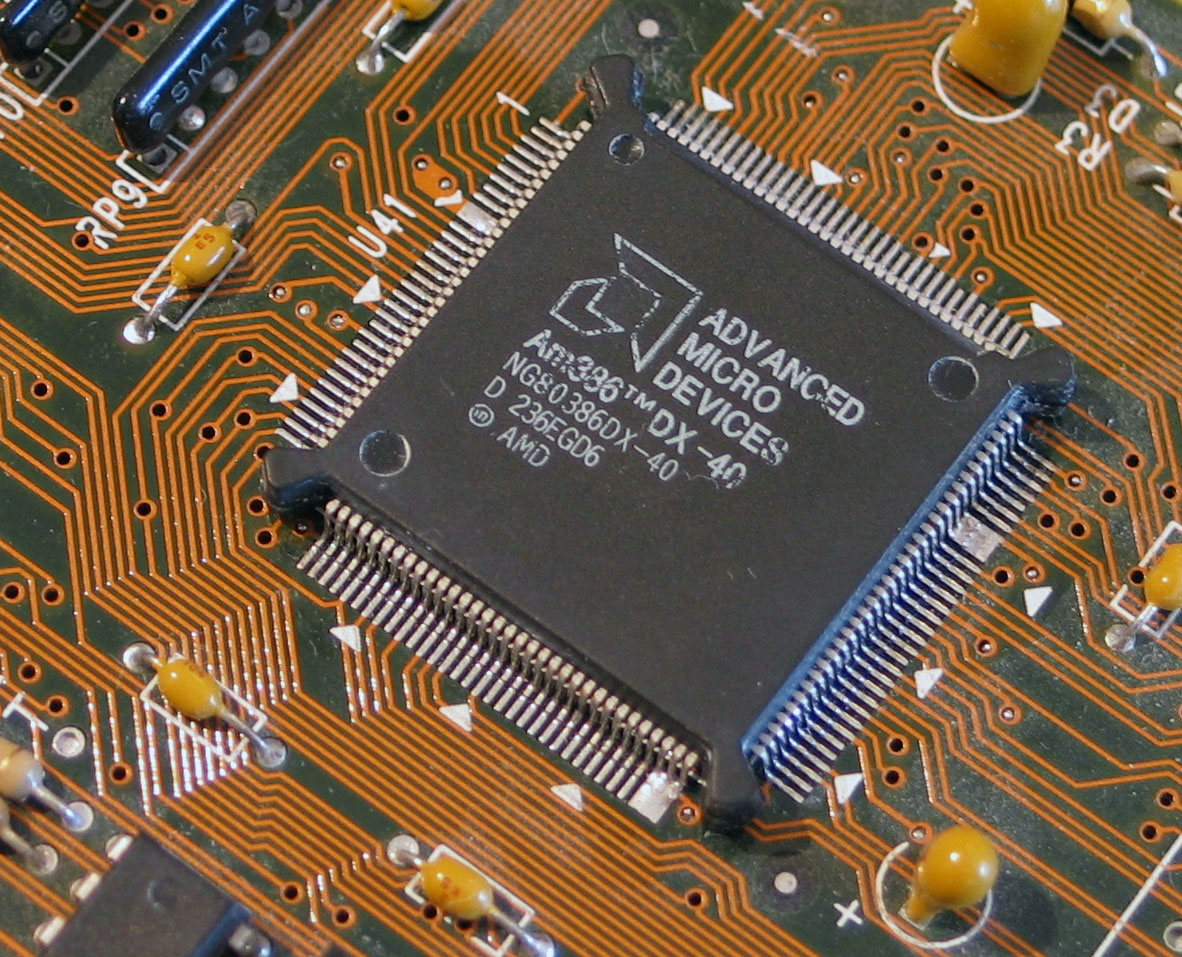
Procesor AMD Am386DX-40

Am386 byla centrální procesorová jednotka (CPU), kterou v roce 1991 začala vyrábět společnost AMD. Procesor byl 100% kompatibilním klonem 80386 od Intelu a druhým x86-kompatibilní procesorem z dílen AMD po Am286 z roku 1982, kdy se tato společnost stala „záložním dodavatelem“ procesorů pro IBM. Am386 se však prodaly miliony kusů a AMD se tak posunula do pozice respektovaného konkurenta firmy Intel.
Procesor byl hotov již před rokem 1991 (Intel i386 byl uveden již v roce 1985), ale právě Intel vyvinul tlak na to, aby procesor jeho konkurenta byl opožděn. AMD se bránil a po několika měsících kauzu vyhrál. Tím definitivně otřásl monopolním postavením Intelu na trhu a zejména u x86-kompatibilních procesorů vznikla zdravá konkurence.
Zatímco návrh Intelu kulminoval na taktovací frekvenci 33 MHz, AMD vydal 40MHz verzi 386SX i 386DX. AMD 386DX-40 byl populární u malých výrobců PC i u lidí, kteří se snažili získat za rozumnou cenu (na svou dobu) slušný výkon, protože AMD 386DX-40 dosahoval téměř výkonu 80486 za mnohem menší náklady. To mohlo být dosaženo i díky tomu, že u AMD běžela FSB na stejné frekvenci, zatímco i u nejrychlejší varianty 80486 měla FSB rychlost pouze 33 MHz. Protože řada DX používala stejnou 32bitovou datovou sběrnici jako 486, měl Am386DX-40 lepší výkon u paměti a vstupů/výstupů než mnohé procesory 486. Rychlost mohla být dále zvýšena přidáním nepříliš drahého matematického koprocesoru 80387, přestože výkon v číslech s plovoucí desetinnou čárkou se tomu u 486 nemohl rovnat.
Zejména Am386DX-40 se prodával dobře, nejdřív jako mainstreamový, poté jako levný procesor. Přestože se „trápil“ se zvýšenými nároky na hardware u nově příchozích Windows 95, prodával se až do poloviny 90 let. Byl používán jako embedovaný procesor i na základních deskách levnějších konfigurací, které měly běžet jen s MS-DOSem nebo Windows 3.1x.